# Aeropuerto de Moss-Rygge
El Aeropuerto de Moss-Rygge (en noruego: Moss-Rygge lufthavn) (IATA: RYG, OACI: ENRY) es un aeropuerto internacional que presta servicio a Moss, Oslo, y en general a la región de Østlandet. Se encuentra situado en Rygge, a 10 km de Moss y a 60 km de Oslo, dentro del término municipal de Rygge, en la provincia de Østfold. Además, comparte instalaciones con la Base Aérea de Rygge, operada por la Real Fuerza Aérea Noruega.
La compañía noruerga Rygge Sivile Lufthavn AS es la propietaria y operadora de la parte civil del aeropuerto, mientras que Avinor se encarga del control aéreo. Se inauguró el 8 de octubre de 2007, pero el primer vuelo fue el 14 de febrero de 2008. En marzo de 2010 Ryanair estableció una base de operaciones aquí, y desde entonces ha trasladado la mayoría de sus vuelos con destino Oslo desde el Aeropuerto de Sandefjord-Torp. El aeropuerto tiene capacidad para 2 millones de pasajeros al año, pero esta cifra no se ha alcanzado todavía debido a un límite impuesto de 21 000 operaciones anuales.

## Historia
Durante el otoño de 1997, la ofensiva industrial de Østfold (en noruego: Østfold Industrioffensiv) y la confederación de empresas noruegas (en noruego: Næringslivets Hovedorganisasjon), pensaron en la posibilidad de establecer un terminal civil en el aeropuerto de Moss, Rygge. En junio de 2002 se presentó un informe que permitía la apertura al tráfico civil en Rygge y se iniciaron los trabajos para establecer una terminal civil en mayo de 2006.
El aeropuerto fue inaugurado el 8 de octubre de 2007 y el primer vuelo civil tuvo como destino Gran Canaria, operado por Iberworld.
El 14 de febrero de 2008 despegó el primer vuelo de la compañía escandinava de bajo coste Norwegian Air Shuttle con destino Budapest.
El 16 de julio de 2009, Ryanair anunció sus primeros destinos en el aeropuerto de Moss, que empezarían a operarse en septiembre. Apenas dos meses después, el 24 de noviembre de 2009 anunció la apertura de su 37ª base (la primera en Noruega) con la apertura de un total de 26 rutas y estableciendo 3 aviones en el aeropuerto noruego desde finales de marzo de 2010, que permitirán un tráfico anual de 1,7 millones de pasajeros.
El Gobierno Noruego decidió, el 13 de mayo de 2016, introducir un nuevo impuesto por pasajero con entrada en vigor a partir del 1 de junio de 2016. Esta decisión tuvo un severo impacto para Ryanair que finalmente decidió cerrar su base de operaciones en el aeropuerto de Moss-Rygge. Esta decisión supuso a su vez que la parte civil del aeropuerto de Moss-Rygge se clausurara a partir del 1 de noviembre de 2016.

## Infraestructuras
El horario de operatividad del aeropuerto es de 06:30 a 23:30 hora local.
La terminal del aeropuerto tiene una capacidad para 2 000 000 de pasajeros al año, con una superficie de 16 000 m². Dispone de 2500 plazas de aparcamiento y diferentes servicios dentro del aeropuerto (restaurante, cafetería, tiendas, servicio de alquiler de coches, cajero automático y servicio de información).

## Estadísticas
Ver fuente y consulta Wikidata.